# Садовський Домет Володимир

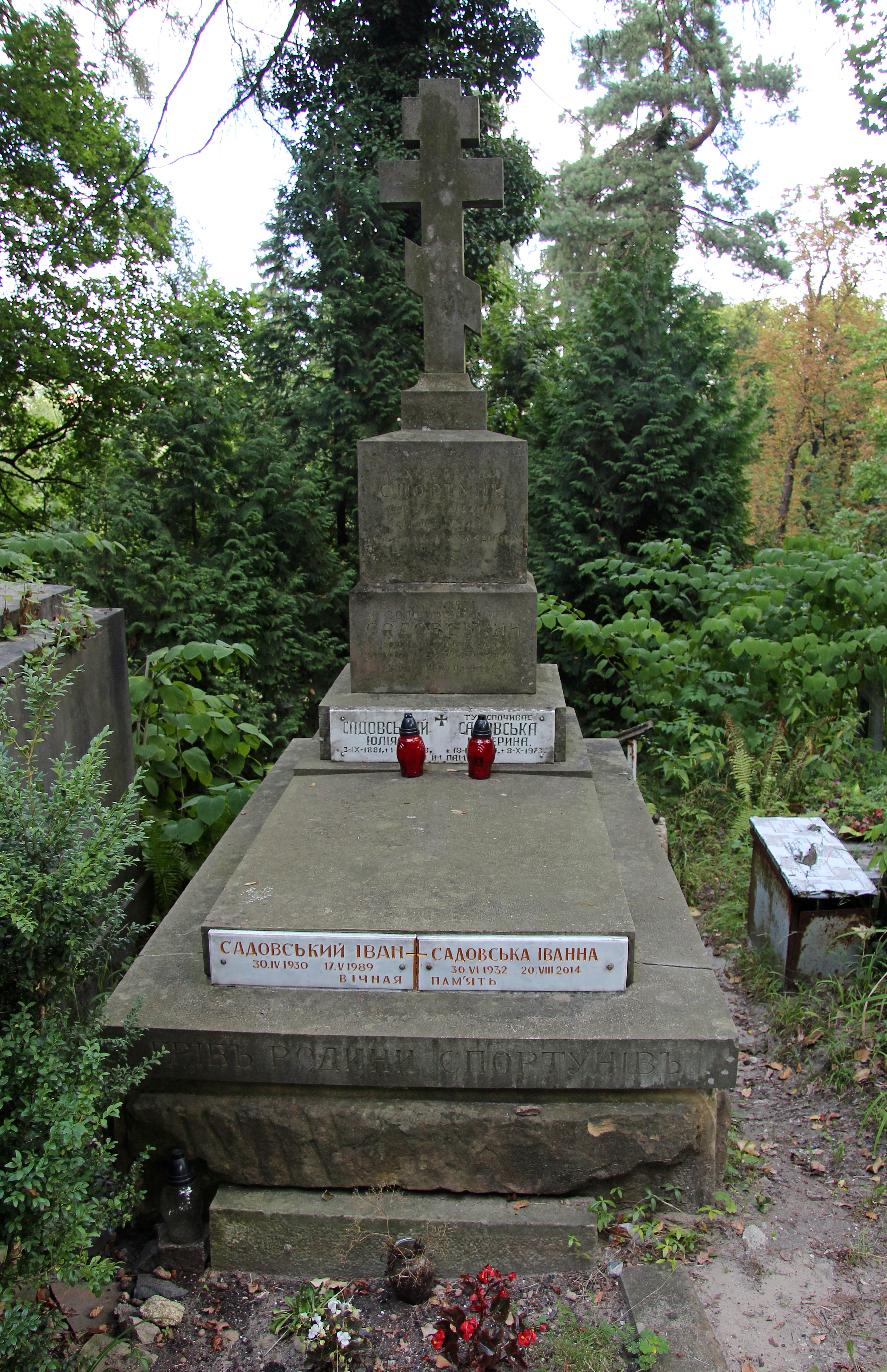

Домет Володимир Садовський (18 серпня 1865, Довжанка — 10 грудня 1940, Львів) — український греко-католицький священник у Відні, Перемишлі й Львові, папський шамбелян, знавець літургічного життя Греко-католицької церкви, викладач літургіки у Львівській духовній семінарії. Садовський наголошував потребу повернення до східних обрядових форм в Українській католицькій церкві; автор статей і рецензій на музичні теми.

## Біографія
Народився в Довжанці Тернопільського повіту. Навчався у гімназії та богословському відділі Львівського університету. Після висвячення спочатку був катехитом в Городку (1891), потім сотрудником у Збаражі (1892—1894), а від 1892 року — провадив душпастирську діяльність у Відні, Перемишлі та Львові. З 1 червня 1901 року — військовий капелан у званні капітана (нім. feldkurat). 1915 року отець В. Д. Садовський як полевий духівник австрійської армії залишився в оточеному росіянами Перемишлі. Після капітуляції потрапив у полон і був вивезений до Сибіру.
Повернувся до Львова 1921 року і на становищі пароха Преображенської церкви проявив багато діяльної енергії. До Національного Музею у Львові передав особисту бібліотеку, що нараховувала понад 1400 книжок, 12 рукописів і близько ста мистецьких творів.
Похований у родинному гробівці на 45 полі Личаківського цвинтаря.

## Нагороди Австро-Угорщини
- Бронзова Ювілейна пам'ятна медаль 1898[2]
- Військовий Ювілейний хрест[2]
- Пам'ятний хрест 1912/13[2]